# Роксана (певица)
Антоанетта Анатолиева Линкова (болг. Антоанета Анатолиева Линкова), более известна как Роксана (болг. Роксана); род. 4 октября 1985, Кнежа, Плевенская область, Болгария — болгарская поп-фолк и синти-поп певица цыганского происхождения и финалистка первого сезона проекта Голос Болгарии.

## Биография
Антоанетта родилась 4 октября 1985 года в городе Кнежа.
Антоанетта была солисткой нескольких цыганских ансамблей. Она начал сольную карьеру в качестве певицы после участия в реалити-шоу Кто хочет стать поп-фолк звездой (болг. Стани поп-фолк звезда). Её крестный отец Слави Трифонов, который дал ей псевдоним. Затем она участвовала в программе Голос Болгарии (болгарский аналог российского шоу Голос), где она дошла до финала и заняла третье место. Её наставницей являлась певица Ивана.
Дебютировала в 2011 году с песней Две сълзи (рус. Две слезы), вместе с видеоклипом. В конце того же года она подписала контракт с звукозаписывающей компанией Пайнер уже после участия в Голосе Болгарии.
Роксана входила в число номинантов в номинации Дебют года в ежегодной премии телеканала Планета, которая проходила 6 марта 2012 года.
В 2012 году были выпущены пять видеоклипов на песни: Мъж за милиони (рус. Человек на миллион), Ще ти видя сметката (рус. Я буду видеть счет), Да ти помогна (рус. Позвольте я помогу тебе), Чисто нова (рус. Совершенно новый) и балладу За всеки има ангел (рус. У каждого есть свой ангел).
Её одноимённый дебютный альбом, посвящённый Роксаной своей матери, был выпущен в 2014 году.
В 2015 году Роксана выпустила песню Селфи и видеоклип, которая стала первой песней в сотрудничестве с композитором Йорданчо Василовским, под псевдонимом Оцко и за короткое время стал хитом.
Сейчас[когда?] Роксана записывает второй студийный альбом, который выйдет в 2018 году.

## Личная жизнь
В конце июля 2017 года, Роксана вышла замуж за бойфренда Александра Димитрова,  с которым встречалась несколько лет, на момент свадьбы Роксана была на девятом месяце беременности, через несколько дней после свадьбы родила второго сына Александра-младшего. Также она имеет сына Даниэля от первого брака

## Дискография

### Студийные альбомы
- 2014 — За всеки има ангел / У каждого есть свой ангел

## Видеография
| Год  | Клип                                | Режиссёр            | Примечание                                     |
| ---- | ----------------------------------- | ------------------- | ---------------------------------------------- |
| 2011 | Две сълзи                           | Теодора Стамболиева | Дебютный видеоклип.                            |
| 2011 | Давай                               | Йордан Петков       |                                                |
| 2012 | Мъж за милиони                      | Йордан Петков       |                                                |
| 2012 | Чисто нова                          | Йордан Петков       |                                                |
| 2012 | Ще ти видя сметката                 | Йордан Петков       |                                                |
| 2012 | Да ти помогна                       | Йордан Петков       |                                                |
| 2012 | За всеки има ангел                  | Йордан Петков       |                                                |
| 2013 | Само тази нощ                       | Йордан Петков       |                                                |
| 2013 | Няма слабо                          | Николай Скерлев     |                                                |
| 2013 | До последен дъх                     | Николай Скерлев     |                                                |
| 2013 | С „О“ започваш                      | Николай Скерлев     |                                                |
| 2014 | А така, така (с рэпером Джамайката) | Йордан Петков       |                                                |
| 2014 | Страхливец                          | Йордан Петков       |                                                |
| 2014 | Кукла style                         | Йордан Петков       |                                                |
| 2014 | Ще го понеса                        | Йордан Петков       |                                                |
| 2015 | Селфи                               | Йордан Петков       | Видеоклип набрал более 5 миллионов просмотров. |
| 2015 | От гордост да боли                  | Николай Скерлев     |                                                |
| 2015 | Петък, събота, неделя               | Николай Скерлев     |                                                |
| 2016 | За тебе, бебе                       | Христо Порязов      |                                                |
| 2016 | За теб живях (с Софи Мариновой)     | Христо Порязов      | Дуэтное видео                                  |